# Провина зірок
«Провина зірок» (англ. The Fault in Our Stars) — молодіжний роман американського письменника Джона Ґріна, вперше вийшов у видавництві «Dutton Books» у січні 2012 року. Історія розповідається від імені 16-річної хворої на рак дівчини Гейзел Грейс Ланкастер, яку батьки змушують відвідувати групу підтримки, де вона згодом зустрічає 17-річного Огастаса Вотерса, колишнього баскетболіста з ампутованою кінцівкою, та закохується у нього.
Український роман переклала Віра Назаренко  (видавництво «Країна мрій»). За мотивами роману «Провина зірок» знято однойменний фільм.

## Анотація
Що цікавого чекає шістнадцятирічну Гейзел Грейс на не надто веселих зібраннях групи підтримки для хворих на рак дітей? Та виявляється, саме там можна зустріти кохання свого життя — кумедного і винахідливого Огастаса Вотерса, який, наче справжній джин, здатен виконати твоє найзаповітніше бажання… Сповнений гіркої радості роман Джона Ґріна про життя, смерть і справжню любов завоював серця читачів у всьому світі.

## Сюжет
Гейзел Грейс Ланкастер, 16-річна дівчина-підліток з раком щитоподібної залози, який поширився на легені, відвідує групу підтримки для хворих на рак дітей з волі своєї матері. Під час одного з таких зібрань Гейзел зустрічає 17-річного підлітка, якого звуть Огастас Вотерс, який через остеосаркому втратив ногу. Огастас відвідує зібрання групи, щоб підтримати свого друга Айзека, який втрачає зір через рак. Після зустрічі у підлітків зав'язується дружба. Огастас запрошує Гейзел до себе додому, де вони зближуються ще більше під час перегляду фільму та діляться своїми переживаннями щодо пережитих ними захворювань. Після цього вони домовляються прочитати улюблені романи один одного: Огастас дає Гейзел «Ціну світанку», а вона рекомендує йому «Царську неміч» — роман, написаний Петером Ван Гаутеном, про дівчину Анну, яка страждає від раку. Після того, як Огастас закінчує читати її книгу, він засмучується, дізнавшись, що роман обривається без завершення. Гейзел пояснює, що таємничий автор припинив писати після публікації роману і відтоді про нього нічого невідомо.
Тиждень потому Огастас розказує Гейзел, що він вистежив помічницю Ван Гаутена, Лідавей, і через неї йому вдалося розпочати електронне листування з самим автором. Гейзел звертається до Ван Гаутена з питаннями щодо неоднозначного фіналу роману і долі матері Анни. Ван Гаутен все-таки їй відписує, пояснюючи, що відповісти на питання Гейзел він зможе лише особисто. Дівчина пропонує матері організувати поїздку до Амстердаму, але вона їй відмовляє через нестачу фінансів та медичні обмеження лікарів. Пізніше, на пікніку Огастас дивує Гейзел квитками в Амстердам, які він купив за рахунок благодійного фонду. Гейзел з нетерпінням чекає на зустріч з Петером Ван Гаутеном.
Вже в Амстердамі Огастас признається Гейзел у коханні. Крім того, підлітки нарешті зустрічаються з Ван Гаутеном, але залишаються шокованими від усвідомлення того, що він є підлим п'яницею.
Огастас признається Гейзел, що у нього рецидив раку. Закохані висловлюють свою любов і підтримку один одному. Після повернення додому стан здоров'я хлопця різко гіршає. Побоюючись смерті, Огастас запрошує Айзека та Гейзел на репетицію власного похорону. Незабаром Огастас помирає. Після цієї травматичної події Ван Гаутен з'являється на похороні хлопця, щоб просити вибачення у Гейзел.
Гейзел дізнається, що Огастас таємно від неї писав продовження «Царської немочі». Дівчина отримує листа від Лідавей з прикріпленими додатками історії Огастаса. Хлопець написав, що на цьому світі ми не вибираємо, буде нам боляче чи ні, але можна обрати, хто зробить нам боляче, і що він задоволений своїм вибором та сподівається, що вона теж. Книга завершується зізнанням Гейзел, що вона теж.

## Назва
Назва роману Джона Ґріна — посилання на рядки з трагедії Шекспіра «Юлій Цезар», які оригіналі звучать так: “Чи не зірки, милий Брут, а самі ми. Винні в тому, що зробилися рабами”. Ці рядки передають майже всю суть роману, переконують нас у тому, що «у цьому світі ми не вибираємо, буде нам боляче чи ні, але у нас є можливість вибирати, хто саме зробить нам боляче». Висновок: лише доля, рок, фатум винні у хворобі головних героїв.
Фінал твору відкритий. Огастус у листі розмірковує про сенс життя людини. Основний висновок, який зробили головні герої, – не можна вберегти себе від болю, його слід прожити і відчути, бо лише тоді почуватимеш себе повноцінною людиною.

## Екранізація
У січні 2012 року Fox 2000, підрозділ кінокомпанії Двадцяте століття Фокс, викупив права на екранізацію роману «Провина зірок». Сценарій фільму написали Скотт Нойштадтер (англ. Scott Neustadter) і Майкл Г. Вебер (англ. Michael H. Weber). Режисером фільму став Джош Бун (англ. Josh Boone). Роль Гейзел зіграла акторка Шейлін Вудлі (англ. Shailene Woodley), а роль Огастаса — актор Ансель Елгорт (англ. Ansel Elgort).
Прем'єра фільму відбулася 6 червня 2014 року у США та 10 липня 2014 року в Україні.